# Дробышево (Омская область)
Дро́бышево — село в Нововаршавском районе Омской области России. Входит в состав Победовского сельского поселения.

## История
Село основано в 1909 году на переселенческом участке Акча-Куль. В 1940—1946 годах являлось административным центром Дробышевского района.

## Население
| 1914 | 2010 |
| ---- | ---- |
| 1335 | ↘322 |

## Улицы
| - ул. Восточная, - ул. Донская, - ул. Жосанова, | - пер. Зелёный, - ул. Степная, - ул. Целинная, | - ул. Центральная, - ул. Юбилейная, - ул. Южная. |